# Mezquital del Oro
Mezquital del Oro è una municipalità dello stato di Zacatecas, nel Messico centrale, il cui capoluogo è la località omonima.
Conta 2.584 abitanti (2010) e ha una estensione di 486,89 km².
Il nome della municipalità si deve ad una pianta del genere Prosopis così chiamata in lingua nahuatl; la seconda parte si deve alla presenza di oro nelle vicinanze del villaggio.